# Андрианов, Илья Петрович
Илья Петрович Андрианов (1895, Орловская область — 25 июня 1958, Шахты) — бригадир проходчиков шахты имени Артёма комбината «Ростовуголь». Герой Социалистического Труда (28 августа 1948 года).

## Биография
Родился в 1895 году в современной Орловской области в крестьянской семье. Русский. С 1913 года вместе со своим дядей работал на шахте в городе Александровск-Грушевский саночником, крепильщиком.
В 1918 году ушёл в Красную Армию. Участник Гражданской войны. Воевал в составе 9-й армии против частей генерала Деникина, участвовал в подавлении Кронштадт кого мятежа. В 1921 году был демобилизован. Из Красной армии Илья Андрианов возвращается на шахту Артема (город Шахты), на шахту имени Артёма. Ему доверили бригаду по прохождению горных выработок. Трудился ударно. До войны он прошёл 17 откаточных штреков расстоянием от 250 до 300 метров каждый, 3 бремсберга, 4 уклона.
Во время Великой Отечественной войны, когда немцы были на подступах к городу Шахты, был эвакуирован. Как опытного специалист И. П. Андрианова направляют прокладывать путь к новым угольным полям. Работал проходчиком на шахте № 7 треста «Хакассуголь». Там он за два года прошёл уклон, шурф и один штрек. Когда город Шахты был освобожден от немцев, И. П. Андрианова отозвали на его родную шахту, на её восстановление.
Вернувшись с Урала, вместо былой шахты «Артем», он увидел груды развалин. Крупнейшая и старейшая шахта города имени «Артема» была до основания разрушена. Началась работа по восстановлению шахты. Ствол шурфа № 1 был открыт, но для того, чтобы через него добывать уголь, надо было дать воздух подземным горным выработкам, и эту сложную работу поручили вновь организованной бригаде проходчиков И. П. Андрианова. В предельно короткий срок бригада прошла шурф № 3 и воздух устремился вниз, омывая вновь нарезанные забои. Уголь пошёл на-гора.
Однажды, на пути к возрождению шахты стало одно большое препятствие: песок-плавун не давал возможности открыть главный ствол. Тогда обратились к И. П. Андрианову. Он возглавил бригаду проходчиков главного ствола, преодолел трудности, и первый в бадье спустился в главный ствол.
Вскоре над шахтным двором взмыл высоко в небе металлический копер, поднялись из руин надшахтные здания. Началось восстановление горных выработок. Но плохая вентиляция мешала полному развертыванию этих работ. Знатному проходчику снова поручают ответственную работу: в кратчайший срок соединить уклоном шурф № 1 с горными выработками центральной шахты. Скоростное подземное движение началось. Трудности и преграды, которые в обычных условиях работы казались непреодолимыми, настойчиво преодолевались закаленным в труде коллективом проходчиков.
Шахта имени Артема комбината «Ростовуголь» была одна из старейших и наиболее мощных в Донбассе. Для ввода в строй первой очереди необходимо было произвести сбойку двух основных горных выработок. Сбойку вела бригада И. П. Андрианова. Закончив сбойку с горными выработками центральной шахты, он с бригадой перешёл на прохождение западно-коренного штрека. И здесь он продолжал множить свои трудовые подвиги.
Вскоре весь город, вся страна узнали о трудовых подвигах коллектива проходчиков, руководимого И. П. Андриановым. Они установили всесоюзный рекорд по темпам работы и намного приблизили долгожданный день возрождения шахты.
Продолжал работать на шахте имени Артёма, вплоть до выхода на пенсию.
Жил в городе Шахты. Умер 25 июня 1958.
Имя Ильи Петровича выбито на стеле на Монументе боевой и трудовой славы на площади Славы.

## Награды
- Указом Президиума Верховного Совета СССР от 28 августа 1948 года за выдающиеся успехи в деле увеличения добычи угля, восстановления и строительства угольных шахт и внедрения передовых методов работы, обеспечивших значительный рост производительности труда, Андрианову Илье Петровичу присвоено звание Героя Социалистического Труда с вручением ордена Ленина и золотой медали «Серп и Молот».
- Также награждён вторым орденом Ленина и медалями.